# Solenobia alba
Solenobia alba är en fjärilsart som beskrevs av Tutt 1900. Solenobia alba ingår i släktet Solenobia och familjen säckspinnare. Inga underarter finns listade i Catalogue of Life.